# Hospital St. Georg und St. Johannis

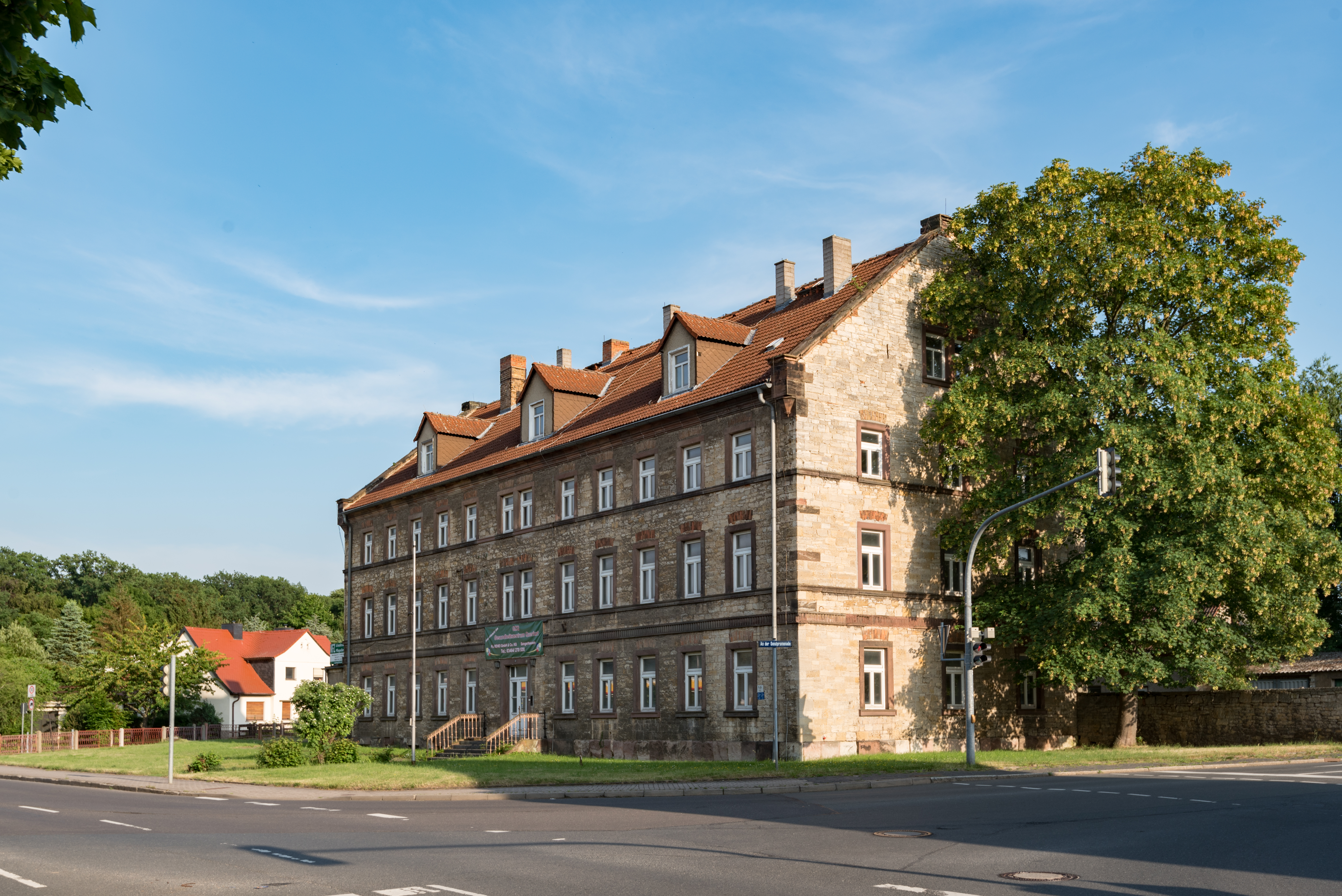
Hospital St. Georg und St. Johannis

Das Hospital St. Georg und St. Johannis ist ein denkmalgeschütztes Bauwerk in der Stadt Querfurt in Sachsen-Anhalt. Im örtlichen Denkmalverzeichnis ist es unter der Erfassungsnummer 094 16858 als Baudenkmal verzeichnet.
Das Hospital befindet sich am Ostausgang von Querfurt, am sogenannten Steinwegischen Thor, unter der Adresse Merseburger Straße 58 in Querfurt.

## Geschichte
An der Stelle des heutigen Gebäudes befanden sich vor 1850 zwei Siechenhäuser. Beide Siechhäuser waren nur einige Meter voneinander entfernt. Das St. Johannis wurde als das unreine Spital oder auch als Siechen-Spital bezeichnet und St. Georg als das reine Spital oder auch als Sundersiechen-Spital. Das Siechenhaus St. Georg wird urkundlich 1654 mit seiner Kapelle erwähnt. Wegen Baufälligkeit wurden beide Siechenhäuser Mitte des 19. Jahrhunderts abgerissen und durch einen Neubau ersetzt, der beide Gebäude vereinen sollte. So entstand das heutige Gebäude gegen 1850 sowie die Heilig-Geist-Kirche auf dem Gelände der beiden Siechenhäuser. Laut Ernst Ihle wurde das neue Hospital als das Hospital zum reinen Geist bezeichnet. Der Architekt des Gebäudes ist heute nicht bekannt.